# Fase de grupos da Copa Libertadores da América de 2025
A fase de grupos da Copa Libertadores da América de 2025 foi disputada entre 1 de abril a 29 de maio. O sorteio da fase de grupos foi em Luque, no Paraguai, em 17 de março de 2025.

## Formato
Cada grupo foi disputado em jogos de ida e volta. Os vencedores e vice-campeões de cada grupo avançaram para as oitavas de final. Os terceiros colocados de cada grupo entraram nos play-offs antes das oitavas de final da Copa Sul-Americana de 2025.

## Calendário
O calendário de cada rodada foi o seguinte:
| Fase       | Datas                  | Partidas                                 |
| ---------- | ---------------------- | ---------------------------------------- |
| 1.ª rodada | 1–3 de abril de 2025   | Equipe 4 x Equipe 2, Equipe 3 x Equipe 1 |
| 2.ª rodada | 8–10 de abril de 2025  | Equipe 2 x Equipe 3, Equipe 1 x Equipe 4 |
| 3.ª rodada | 22–24 de abril de 2025 | Equipe 2 x Equipe 1, Equipe 4 x Equipe 3 |
| 4.ª rodada | 6–8 de maio de 2025    | Equipe 3 x Equipe 2, Equipe 4 x Equipe 1 |
| 5.ª rodada | 13–15 de maio de 2025  | Equipe 1 x Equipe 2, Equipe 3 x Equipe 4 |
| 6.ª rodada | 27–29 de maio de 2025  | Equipe 1 x Equipe 3, Equipe 2 x Equipe 4 |

## Critérios de desempate
De acordo com o regulamento estabelecido para as últimas edições, caso duas ou mais equipes empatassem em números de pontos ao final da fase de grupos, os seguintes critérios seriam aplicados:
1. Melhor saldo de gols;
2. Maior número de gols marcados;
3. Maior número de gols marcados como visitante;
4. Ranking da CONMEBOL;
5. Sorteio.

## Grupos

### Grupo A
| Pos | Equipe               | Pts | J | V | E | D | GP | GC | SG  | Classificado           |  | EST | BOT | UCH | CBB |
| --- | -------------------- | --- | - | - | - | - | -- | -- | --- | ---------------------- |  | --- | --- | --- | --- |
| 1   | Estudiantes          | 12  | 6 | 4 | 0 | 2 | 11 | 5  | +6  | Fase final             |  | —   | 1–0 | 1–2 | 2–0 |
| 2   | Botafogo             | 12  | 6 | 4 | 0 | 2 | 8  | 5  | +3  | Fase final             |  | 3–2 | —   | 1–0 | 2–0 |
| 3   | Universidad de Chile | 10  | 6 | 3 | 1 | 2 | 8  | 6  | +2  | Playoffs Sul-Americana |  | 0–3 | 1–0 | —   | 4–0 |
| 4   | Carabobo             | 1   | 6 | 0 | 1 | 5 | 2  | 13 | −11 |                        |  | 0–2 | 1–2 | 1–1 | —   |

| 1 de abril    | Carabobo | 0 – 2     | Estudiantes                      | Estádio Misael Delgado, Valencia        |
| 18:00 (UTC−4) |          | Relatório | Núñez 45' · Ascacíbar 73' (pen.) | Público: 5 372 Árbitro: COL Jhon Ospina |

| 2 de abril    | Universidad de Chile | 1 – 0     | Botafogo | Estádio Nacional, Santiago                    |
| 21:30 (UTC−3) | Di Yorio 59'         | Relatório |          | Público: 43 316 Árbitro: URU Esteban Ostojich |

| 8 de abril    | Botafogo                            | 2 – 0     | Carabobo | Estádio Nilton Santos, Rio de Janeiro           |
| 19:00 (UTC−3) | Patrick 88' · Matheus Martins 90+8' | Relatório |          | Público: 24 372 Árbitro: ECU Guillermo Guerrero |

| 8 de abril    | Estudiantes | 1 – 2     | Universidad de Chile              | Estádio Jorge Luis Hirschi, La Plata      |
| 21:30 (UTC−3) | Piovi 3'    | Relatório | Aránguiz 7' (pen.) · Zaldivia 10' | Público: 24 372 Árbitro: PAR Derlis López |

| 22 de abril   | Carabobo             | 1 – 1     | Universidad de Chile | Estádio Misael Delgado, Valencia          |
| 19:00 (UTC−4) | Tortolero 22' (pen.) | Relatório | Aránguiz 43' (pen.)  | Público: 4 012 Árbitro: COL Carlos Ortega |

| 23 de abril   | Estudiantes  | 1 – 0     | Botafogo | Estádio Jorge Luis Hirschi, La Plata        |
| 21:30 (UTC−3) | Carrillo 38' | Relatório |          | Público: 20 544 Árbitro: URU Gustavo Tejera |

| 6 de maio     | Carabobo   | 1 – 2     | Botafogo                     | Estádio Misael Delgado, Valencia           |
| 18:00 (UTC−4) | Aponte 76' | Relatório | Vitinho 22' · Cuiabano 90+1' | Público: 4 496 Árbitro: PAR Carlos Benítez |

| 7 de maio     | Universidad de Chile | 0 – 3     | Estudiantes                                 | Estádio Nacional, Santiago                |
| 20:00 (UTC−4) |                      | Relatório | Palacios 22' · Ascacíbar 31' · Carrillo 39' | Público: 43 772 Árbitro: COL Andrés Rojas |

| 13 de maio    | Universidad de Chile                                             | 4 – 0     | Carabobo | Estádio Nacional, Santiago                |
| 20:30 (UTC−4) | Sepúlveda 30' · Aránguiz 65' (pen.) · Zaldivia 81' · Poblete 90' | Relatório |          | Público: 45 000 Árbitro: ECU Bryan Loayza |

| 14 de maio    | Botafogo                              | 3 – 2     | Estudiantes              | Estádio Nilton Santos, Rio de Janeiro             |
| 21:30 (UTC−3) | Rwan 42' · Ígor Jesus 52' · Artur 85' | Relatório | Palacios 64' (pen.), 77' | Público: 26 613 Árbitro: PAR Juan Gabriel Benítez |

| 27 de maio    | Botafogo       | 1 – 0     | Universidad de Chile | Estádio Nilton Santos, Rio de Janeiro |
| 21:30 (UTC−3) | Ígor Jesus 38' | Relatório |                      | Árbitro: COL Andrés Rojas             |

| 27 de maio    | Estudiantes             | 2 – 0     | Carabobo | Estádio Jorge Luis Hirschi, La Plata          |
| 21:30 (UTC−3) | Cetré 10' · Giménez 24' | Relatório |          | Público: 20 364 Árbitro: PER Augusto Menéndez |

### Grupo B
| Pos | Equipe                  | Pts | J | V | E | D | GP | GC | SG | Classificado           |  | RIV | UNI | IDV | BAR |
| --- | ----------------------- | --- | - | - | - | - | -- | -- | -- | ---------------------- |  | --- | --- | --- | --- |
| 1   | River Plate             | 12  | 6 | 3 | 3 | 0 | 13 | 7  | +6 | Fase final             |  | —   | 1–1 | 6–2 | 0–0 |
| 2   | Universitario           | 8   | 6 | 2 | 2 | 2 | 4  | 4  | 0  | Fase final             |  | 0–1 | —   | 1–1 | 1–0 |
| 3   | Independiente del Valle | 8   | 6 | 2 | 2 | 2 | 8  | 11 | −3 | Playoffs Sul-Americana |  | 2–2 | 1–0 | —   | 2–1 |
| 4   | Barcelona de Guayaquil  | 4   | 6 | 1 | 1 | 4 | 4  | 7  | −3 |                        |  | 2–3 | 0–1 | 1–0 | —   |

| 1 de abril    | Barcelona de Guayaquil | 1 – 0     | Independiente del Valle | Estádio Monumental, Guaiaquil               |
| 21:00 (UTC−5) | Carabalí 5'            | Relatório |                         | Público: 20 128 Árbitro: BRA Wilton Sampaio |

| 2 de abril    | Universitario | 0 – 1     | River Plate | Estádio Monumental, Lima                    |
| 19:30 (UTC−5) |               | Relatório | Díaz 17'    | Público: 56 858 Árbitro: URU Gustavo Tejera |

| 8 de abril    | River Plate | 0 – 0     | Barcelona de Guayaquil | Estádio Monumental, Buenos Aires      |
| 21:30 (UTC−3) |             | Relatório |                        | Público: 0 Árbitro: BRA Raphael Claus |

| 8 de abril    | Independiente del Valle | 1 – 0     | Universitario | Estádio Banco Guayaquil, Quito          |
| 21:00 (UTC−5) | Alcívar 82'             | Relatório |               | Público: 2 480 Árbitro: COL Jhon Ospina |

| 22 de abril   | Barcelona de Guayaquil | 0 – 1     | Universitario | Estádio Monumental, Guaiaquil               |
| 21:00 (UTC−5) |                        | Relatório | E. Flores 31' | Público: 23 422 Árbitro: PAR Carlos Benítez |

| 23 de abril   | Independiente del Valle | 2 – 2     | River Plate               | Estádio Banco Guayaquil, Quito         |
| 19:30 (UTC−5) | Spinelli 24', 30'       | Relatório | Galoppo 68' · Driussi 74' | Público: 6 411 Árbitro: CHI Piero Maza |

| 8 de maio     | Barcelona de Guayaquil                  | 2 – 3     | River Plate                                | Estádio Monumental, Guaiaquil              |
| 19:30 (UTC−5) | Rivero 15' · Martínez Quarta 49' (g.c.) | Relatório | Driussi 7' · Colidio 26' · Mastantuono 48' | Público: 35 164 Árbitro: COL Wilmar Roldán |

| 8 de maio     | Universitario | 1 – 1     | Independiente del Valle | Estádio Monumental, Lima                     |
| 21:00 (UTC−5) | Carabalí 34'  | Relatório | Spinelli 28'            | Público: 45 887 Árbitro: BRA Paulo Zanovelli |

| 14 de maio    | Universitario | 1 – 0     | Barcelona de Guayaquil | Estádio Monumental, Lima                    |
| 21:00 (UTC−5) | Valera 45+1'  | Relatório |                        | Público: 40 795 Árbitro: URU Andrés Matonte |

| 15 de maio    | River Plate                                                                                      | 6 – 2     | Independiente del Valle  | Estádio Monumental, Buenos Aires              |
| 21:30 (UTC−3) | Driussi 8' · Zárate 25' (g.c.) · Mastantuono 45+5' (pen.) · Meza 51' · Borja 88' · Lanzini 90+4' | Relatório | Hoyos 11' · Spinelli 21' | Público: 60 635 Árbitro: VEN Jesús Valenzuela |

| 27 de maio    | River Plate | 1 – 1     | Universitario | Estádio Monumental, Buenos Aires           |
| 21:30 (UTC−3) | Colidio 36' | Relatório | Concha 45+2'  | Público: 65 519 Árbitro: BRA Raphael Claus |

| 27 de maio    | Independiente del Valle      | 2 – 1     | Barcelona de Guayaquil | Estádio Banco Guayaquil, Quito             |
| 19:30 (UTC−5) | Mercado 64' · Re. Ibarra 69' | Relatório | Caicedo 24'            | Público: 6 256 Árbitro: CHI Cristian Garay |

### Grupo C
| Pos | Equipe            | Pts | J | V | E | D | GP | GC | SG | Classificado           |  | LDU | FLA | CCO | TAC |
| --- | ----------------- | --- | - | - | - | - | -- | -- | -- | ---------------------- |  | --- | --- | --- | --- |
| 1   | LDU Quito         | 11  | 6 | 3 | 2 | 1 | 8  | 4  | +4 | Fase final             |  | —   | 0–0 | 3–0 | 2–0 |
| 2   | Flamengo          | 11  | 6 | 3 | 2 | 1 | 6  | 3  | +3 | Fase final             |  | 2–0 | —   | 1–2 | 1–0 |
| 3   | Central Córdoba   | 11  | 6 | 3 | 2 | 1 | 7  | 7  | 0  | Playoffs Sul-Americana |  | 0–0 | 1–1 | —   | 2–1 |
| 4   | Deportivo Táchira | 0   | 6 | 0 | 0 | 6 | 4  | 11 | −7 |                        |  | 2–3 | 0–1 | 1–2 | —   |

| 3 de abril    | Central Córdoba | 0 – 0     | LDU Quito | Estádio Único, Santiago del Estero           |
| 19:00 (UTC−3) |                 | Relatório |           | Público: 12 132 Árbitro: URU Leodán González |

| 3 de abril    | Deportivo Táchira | 0 – 1     | Flamengo    | Polideportivo de Pueblo Nuevo, San Cristóbal |
| 20:30 (UTC−4) |                   | Relatório | Juninho 57' | Público: 18 138 Árbitro: BOL Gery Vargas     |

| 9 de abril    | Flamengo       | 1 – 2     | Central Córdoba                    | Estádio do Maracanã, Rio de Janeiro         |
| 21:30 (UTC−3) | De la Cruz 60' | Relatório | Heredia 24' (pen.) · Florentín 44' | Público: 56 515 Árbitro: CHI Cristian Garay |

| 9 de abril    | LDU Quito     | 2 – 0     | Deportivo Táchira | Estádio Casa Blanca, Quito                |
| 21:00 (UTC−5) | Arce 73', 83' | Relatório |                   | Público: 12 499 Árbitro: PER Joel Alarcón |

| 22 de abril   | LDU Quito | 0 – 0     | Flamengo | Estádio Casa Blanca, Quito                |
| 17:00 (UTC−5) |           | Relatório |          | Público: 17 883 Árbitro: PAR Derlis López |

| 24 de abril   | Central Córdoba           | 2 – 1     | Deportivo Táchira | Estádio Único, Santiago del Estero       |
| 19:00 (UTC−3) | Angulo 4' · Quagliata 19' | Relatório | Requena 37'       | Público: 11 824 Árbitro: COL Jhon Ospina |

| 7 de maio     | Deportivo Táchira              | 2 – 3     | LDU Quito                     | Polideportivo de Pueblo Nuevo, San Cristóbal |
| 18:00 (UTC−4) | Hernández 67' · Castillo 90+5' | Relatório | Alzugaray 16' · Arce 19', 54' | Público: 7 009 Árbitro: BOL Gery Vargas      |

| 7 de maio     | Central Córdoba | 1 – 1     | Flamengo          | Estádio Único, Santiago del Estero           |
| 21:30 (UTC−3) | Verón 61'       | Relatório | De Arrascaeta 10' | Público: 19 969 Árbitro: CHI Felipe González |

| 13 de maio    | Deportivo Táchira | 1 – 2     | Central Córdoba        | Polideportivo de Pueblo Nuevo, San Cristóbal |
| 18:00 (UTC−4) | Castillo 75'      | Relatório | Galván 20' · Verón 76' | Público: 3 909 Árbitro: URU Mathías De Armas |

| 15 de maio    | Flamengo                        | 2 – 0     | LDU Quito | Estádio do Maracanã, Rio de Janeiro       |
| 21:30 (UTC−3) | Léo Ortiz 10' · Luiz Araújo 54' | Relatório |           | Público: 65 831 Árbitro: COL Andrés Rojas |

| 28 de maio    | Flamengo        | 1 – 0     | Deportivo Táchira | Estádio do Maracanã, Rio de Janeiro        |
| 21:30 (UTC−3) | Leo Pereira 66' | Relatório |                   | Público: 66 082 Árbitro: COL Carlos Ortega |

| 28 de maio    | LDU Quito                         | 3 – 0     | Central Córdoba | Estádio Casa Blanca, Quito                   |
| 19:30 (UTC−5) | Alvarado 15' · Alzugaray 44', 53' | Relatório |                 | Público: 17 616 Árbitro: CHI Felipe González |

### Grupo D
| Pos | Equipe       | Pts | J | V | E | D | GP | GC | SG | Classificado           |  | SPA | LIB | ALI | TAL |
| --- | ------------ | --- | - | - | - | - | -- | -- | -- | ---------------------- |  | --- | --- | --- | --- |
| 1   | São Paulo    | 14  | 6 | 4 | 2 | 0 | 10 | 4  | +6 | Fase final             |  | —   | 1–1 | 2–2 | 2–1 |
| 2   | Libertad     | 9   | 6 | 2 | 3 | 1 | 6  | 5  | +1 | Fase final             |  | 0–2 | —   | 2–2 | 2–0 |
| 3   | Alianza Lima | 5   | 6 | 1 | 2 | 3 | 7  | 11 | −4 | Playoffs Sul-Americana |  | 0–2 | 0–1 | —   | 3–2 |
| 4   | Talleres     | 4   | 6 | 1 | 1 | 4 | 5  | 8  | −3 |                        |  | 0–1 | 0–0 | 2–0 | —   |

| 1 de abril    | Alianza Lima | 0 – 1     | Libertad    | Estádio Alejandro Villanueva, Lima         |
| 21:00 (UTC−5) |              | Relatório | Aguilar 52' | Público: 25 376 Árbitro: COL Wilmar Roldán |

| 2 de abril    | Talleres | 0 – 1     | São Paulo   | Estádio Mario Alberto Kempes, Córdova        |
| 21:30 (UTC−3) |          | Relatório | Alisson 76' | Público: 28 991 Árbitro: CHI Felipe González |

| 8 de abril    | Libertad                | 2 – 0     | Talleres | Estádio Tigo La Huerta, Assunção             |
| 19:00 (UTC−3) | Franco 9' · Alcaraz 57' | Relatório |          | Público: 5 005 Árbitro: URU Esteban Ostojich |

| 10 de abril   | São Paulo         | 2 – 2     | Alianza Lima               | Estádio do Morumbi, São Paulo               |
| 21:30 (UTC−3) | Ferreira 32', 37' | Relatório | Castillo 66' · Quevedo 76' | Público: 49 938 Árbitro: VEN Alexis Herrera |

| 22 de abril   | Alianza Lima                     | 3 – 2     | Talleres                | Estádio Alejandro Villanueva, Lima        |
| 17:00 (UTC−5) | Guerrero 11', 57' · Barcos 90+5' | Relatório | Girotti 64' (pen.), 69' | Público: 24 553 Árbitro: COL Andrés Rojas |

| 23 de abril   | Libertad | 0 – 2     | São Paulo                            | Estádio Tigo La Huerta, Assunção           |
| 21:30 (UTC−3) |          | Relatório | Lucas Ferreira 62' · André Silva 83' | Público: 4 718 Árbitro: CHI Cristian Garay |

| 6 de maio     | Alianza Lima | 0 – 2     | São Paulo            | Estádio Alejandro Villanueva, Lima          |
| 17:00 (UTC−5) |              | Relatório | André Silva 35', 89' | Público: 25 208 Árbitro: URU Andrés Matonte |

| 8 de maio     | Talleres | 0 – 0     | Libertad | Estádio Mario Alberto Kempes, Córdova       |
| 19:00 (UTC−3) |          | Relatório |          | Público: 25 028 Árbitro: URU Gustavo Tejera |

| 14 de maio    | São Paulo | 1 – 1     | Libertad    | Estádio do Morumbi, São Paulo                |
| 21:30 (UTC−3) | Lucca 90' | Relatório | Aguilar 74' | Público: 46 996 Árbitro: COL Carlos Betancur |

| 15 de maio    | Talleres                 | 2 – 0     | Alianza Lima | Estádio Mario Alberto Kempes, Córdova    |
| 19:00 (UTC−3) | Botta 23' · Depietri 38' | Relatório |              | Público: 25 046 Árbitro: BOL Gery Vargas |

| 27 de maio    | São Paulo                | 2 – 1     | Talleres    | Estádio do Morumbi, São Paulo           |
| 19:00 (UTC−3) | Sabino 26' · Luciano 84' | Relatório | Girotti 39' | Público: 35 102 Árbitro: CHI Piero Maza |

| 27 de maio    | Libertad                              | 2 – 2     | Alianza Lima                   | Estádio Tigo La Huerta, Assunção             |
| 19:30 (UTC−3) | Ó. Cardozo 45+5' (pen.) · Ramírez 63' | Relatório | Guerrero 28' · E. Castillo 42' | Público: 2 567 Árbitro: URU Esteban Ostojich |

### Grupo E
| Pos | Equipe               | Pts | J | V | E | D | GP | GC | SG  | Classificado           |  | RAC | FOR | BUC | COL |
| --- | -------------------- | --- | - | - | - | - | -- | -- | --- | ---------------------- |  | --- | --- | --- | --- |
| 1   | Racing               | 13  | 6 | 4 | 1 | 1 | 14 | 3  | +11 | Fase final             |  | —   | 1–0 | 1–2 | 4–0 |
| 2   | Fortaleza            | 8   | 6 | 2 | 2 | 2 | 8  | 5  | +3  | Fase final             |  | 0–3 | —   | 0–0 | 4–0 |
| 3   | Atlético Bucaramanga | 6   | 6 | 1 | 3 | 2 | 6  | 10 | −4  | Playoffs Sul-Americana |  | 0–4 | 1–1 | —   | 3–3 |
| 4   | Colo-Colo            | 5   | 6 | 1 | 2 | 3 | 5  | 15 | −10 |                        |  | 1–1 | 0–3 | 1–0 | —   |

1. ↑  A partida foi suspensa aos 68 minutos em 0–0 após torcedores do Colo-Colo invadirem o campo após a morte de dois torcedores em incidentes fora do estádio antes do início do jogo.[51] Após um período de espera, a CONMEBOL anunciou a partida como abandonada.[52] Em 30 de abril de 2025, a comissão disciplinar da CONMEBOL atribuiu a vitória para o Fortaleza por 3–0, além de sanções para o clube chileno.[53][54]

| 1 de abril    | Atlético Bucaramanga              | 3 – 3     | Colo-Colo                         | Estádio Américo Montanini, Bucaramanga      |
| 19:30 (UTC−5) | Londoño 9' · Pons 24' · Henao 57' | Relatório | Correa 38' (pen.), 84' · Isla 63' | Público: 21 307 Árbitro: PAR Carlos Benítez |

| 1 de abril    | Fortaleza | 0 – 3     | Racing                              | Arena Castelão, Fortaleza                         |
| 21:30 (UTC−3) |           | Relatório | Salas 26' · Almendra 48' · Sosa 84' | Público: 40 413 Árbitro: PAR Juan Gabriel Benítez |

| 10 de abril   | Racing        | 1 – 2     | Atlético Bucaramanga    | Estádio El Cilindro, Avellaneda        |
| 19:00 (UTC−3) | Barrios 90+2' | Relatório | Pons 54' · Sambueza 64' | Público: 0 Árbitro: URU Andrés Matonte |

| 10 de abril   | Colo-Colo | 0 – 3 | Fortaleza | Estádio Monumental, Santiago |
| 20:30 (UTC−4) |           |       |           | Árbitro: URU Gustavo Tejera  |

| 22 de abril   | Colo-Colo | 1 – 1     | Racing      | Estádio Monumental, Santiago                 |
| 20:30 (UTC−4) | Cepeda 9' | Relatório | Barrios 86' | Público: 0 Árbitro: PAR Juan Gabriel Benítez |

| 23 de abril   | Atlético Bucaramanga | 1 – 1     | Fortaleza     | Estádio Américo Montanini, Bucaramanga |
| 21:00 (UTC−5) | Pons 89' (pen.)      | Relatório | Deyverson 19' | Árbitro: PER Kevin Ortega              |

| 6 de maio     | Atlético Bucaramanga | 0 – 4     | Racing                                              | Estádio Américo Montanini, Bucaramanga      |
| 17:00 (UTC−5) |                      | Relatório | Martínez 4' · Solari 56' · Sosa 69' · Barrios 90+4' | Público: 21 496 Árbitro: ECU Augusto Aragón |

| 6 de maio     | Fortaleza                                                  | 4 – 0     | Colo-Colo | Arena Castelão, Fortaleza                     |
| 21:30 (UTC−3) | Breno Lopes 25' · Marinho 30' · Deyverson 39' · Lucero 85' | Relatório |           | Público: 30 902 Árbitro: VEN Jesús Valenzuela |

| 13 de maio    | Fortaleza | 0 – 0     | Atlético Bucaramanga | Arena Castelão, Fortaleza                 |
| 21:30 (UTC−3) |           | Relatório |                      | Público: 40 279 Árbitro: PAR Derlis López |

| 14 de maio    | Racing                                        | 4 – 0     | Colo-Colo | Estádio El Cilindro, Avellaneda             |
| 21:30 (UTC−3) | Martínez 36', 45+1' · Solari 51' · Balboa 81' | Relatório |           | Público: 24 217 Árbitro: URU Gustavo Tejera |

| 29 de maio    | Racing         | 1 – 0     | Fortaleza | Estádio El Cilindro, Avellaneda             |
| 21:30 (UTC−3) | Martínez 90+4' | Relatório |           | Público: 22 141 Árbitro: VEN Alexis Herrera |

| 29 de maio    | Colo-Colo  | 1 – 0     | Atlético Bucaramanga | Estádio Monumental, Santiago         |
| 20:30 (UTC−4) | Correa 26' | Relatório |                      | Público: 0 Árbitro: PER Kevin Ortega |

### Grupo F
| Pos | Equipe            | Pts | J | V | E | D | GP | GC | SG | Classificado           |  | INT | ATN | BAH | CNF |
| --- | ----------------- | --- | - | - | - | - | -- | -- | -- | ---------------------- |  | --- | --- | --- | --- |
| 1   | Internacional     | 11  | 6 | 3 | 2 | 1 | 12 | 8  | +4 | Fase final             |  | —   | 3–0 | 2–1 | 3–3 |
| 2   | Atlético Nacional | 9   | 6 | 3 | 0 | 3 | 7  | 6  | +1 | Fase final             |  | 3–1 | —   | 1–0 | 3–0 |
| 3   | Bahia             | 7   | 6 | 2 | 1 | 3 | 5  | 7  | −2 | Playoffs Sul-Americana |  | 1–1 | 1–0 | —   | 1–3 |
| 4   | Nacional          | 7   | 6 | 2 | 1 | 3 | 7  | 10 | −3 |                        |  | 0–2 | 1–0 | 0–1 | —   |

| 2 de abril    | Atlético Nacional                            | 3 – 0     | Nacional | Estádio Atanasio Girardot, Medellín            |
| 21:00 (UTC−5) | Hinestroza 45+2' · Viveros 55' · Morelos 72' | Relatório |          | Público: 40 083 Árbitro: ARG Yael Falcón Pérez |

| 3 de abril    | Bahia          | 1 – 1     | Internacional | Arena Fonte Nova, Salvador              |
| 19:00 (UTC−3) | Jean Lucas 73' | Relatório | Valencia 84'  | Público: 42 700 Árbitro: CHI Piero Maza |

| 9 de abril    | Nacional | 0 – 1     | Bahia           | Estádio Gran Parque Central, Montevidéu    |
| 19:00 (UTC−3) |          | Relatório | Erick Pulga 64' | Público: 30 559 Árbitro: ARG Darío Herrera |

| 10 de abril   | Internacional                            | 3 – 0     | Atlético Nacional | Estádio Beira-Rio, Porto Alegre              |
| 19:00 (UTC−3) | Alan Patrick 50' (pen.), 82' (pen.), 88' | Relatório |                   | Público: 42 804 Árbitro: CHI Felipe González |

| 22 de abril   | Internacional                                           | 3 – 3     | Nacional                            | Estádio Beira-Rio, Porto Alegre             |
| 21:30 (UTC−3) | Alan Patrick 45+1' (pen.) · Bernabei 67' · Fernando 73' | Relatório | Millán 6' · Boggio 10' · Coates 43' | Público: 37 492 Árbitro: VEN Alexis Herrera |

| 24 de abril   | Bahia            | 1 – 0     | Atlético Nacional | Arena Fonte Nova, Salvador                       |
| 21:00 (UTC−3) | Willian José 71' | Relatório |                   | Público: 40 790 Árbitro: PAR Mario Díaz de Vivar |

| 7 de maio     | Bahia          | 1 – 3     | Nacional                                 | Arena Fonte Nova, Salvador                     |
| 19:00 (UTC−3) | Jean Lucas 47' | Relatório | Morales 57' · Ni. López 69' · Millán 86' | Público: 43 419 Árbitro: ARG Yael Falcón Pérez |

| 8 de maio     | Atlético Nacional             | 3 – 1     | Internacional           | Estádio Atanasio Girardot, Medellín        |
| 19:30 (UTC−5) | Viveros 39', 90+3' · Arce 55' | Relatório | Alan Patrick 80' (pen.) | Público: 41 006 Árbitro: ARG Facundo Tello |

| 14 de maio    | Atlético Nacional | 1 – 0     | Bahia | Estádio Atanasio Girardot, Medellín        |
| 17:00 (UTC−5) | Viveros 46'       | Relatório |       | Público: 44 166 Árbitro: ARG Darío Herrera |

| 15 de maio    | Nacional | 0 – 2     | Internacional                       | Estádio Gran Parque Central, Montevidéu |
| 19:00 (UTC−3) |          | Relatório | Ricardo Mathias 45' · Aguirre 90+7' | Público: 27 984 Árbitro: CHI Piero Maza |

| 28 de maio    | Nacional  | 1 – 0     | Atlético Nacional | Estádio Gran Parque Central, Montevidéu          |
| 19:00 (UTC−3) | Oliva 88' | Relatório |                   | Público: 22 978 Árbitro: ARG Maximiliano Ramírez |

| 28 de maio    | Internacional           | 2 – 1     | Bahia          | Estádio Beira-Rio, Porto Alegre            |
| 18:00 (UTC−3) | Vitinho 58' · Borré 77' | Relatório | Jean Lucas 54' | Público: 33 712 Árbitro: ARG Facundo Tello |

### Grupo G
| Pos | Equipe           | Pts | J | V | E | D | GP | GC | SG  | Classificado           |  | PAL | CPO | BOL | SCR |
| --- | ---------------- | --- | - | - | - | - | -- | -- | --- | ---------------------- |  | --- | --- | --- | --- |
| 1   | Palmeiras        | 18  | 6 | 6 | 0 | 0 | 17 | 4  | +13 | Fase final             |  | —   | 1–0 | 2–0 | 6–0 |
| 2   | Cerro Porteño    | 7   | 6 | 2 | 1 | 3 | 7  | 11 | −4  | Fase final             |  | 0–2 | —   | 4–2 | 2–2 |
| 3   | Bolívar          | 6   | 6 | 2 | 0 | 4 | 12 | 11 | +1  | Playoffs Sul-Americana |  | 2–3 | 4–0 | —   | 3–0 |
| 4   | Sporting Cristal | 4   | 6 | 1 | 1 | 4 | 6  | 16 | −10 |                        |  | 2–3 | 0–1 | 2–1 | —   |

| 1 de abril    | Cerro Porteño                      | 4 – 2     | Bolívar          | Estádio General Pablo Rojas, Assunção       |
| 19:00 (UTC−3) | Torres 45+3', 47', 61' · Morel 72' | Relatório | R. Vaca 17', 89' | Público: 15 997 Árbitro: VEN Alexis Herrera |

| 3 de abril    | Sporting Cristal         | 2 – 3     | Palmeiras                                      | Estádio Nacional, Lima                     |
| 17:00 (UTC−5) | Pretell 67' · Távara 83' | Relatório | Estêvão 38' · Piquerez 82' (pen.) · Ríos 90+2' | Público: 16 286 Árbitro: ARG Darío Herrera |

| 9 de abril    | Bolívar                             | 3 – 0     | Sporting Cristal | Estádio Hernando Siles, La Paz   |
| 20:30 (UTC−4) | Gomes 12' (pen.) · R. Vaca 44', 58' | Relatório |                  | Árbitro: ARG Maximiliano Ramírez |

| 9 de abril    | Palmeiras | 1 – 0     | Cerro Porteño | Allianz Parque, São Paulo                 |
| 21:30 (UTC−3) | Ríos 41'  | Relatório |               | Público: 24 530 Árbitro: COL Andrés Rojas |

| 24 de abril   | Bolívar        | 2 – 3     | Palmeiras                              | Estádio Hernando Siles, La Paz                 |
| 18:00 (UTC−4) | Gomes 56', 69' | Relatório | López 19' · Estêvão 45' · Maurício 73' | Público: 13 839 Árbitro: ARG Yael Falcón Pérez |

| 24 de abril   | Cerro Porteño               | 2 – 2     | Sporting Cristal             | Estádio General Pablo Rojas, Assunção         |
| 21:30 (UTC−3) | Domínguez 42' · Carrizo 44' | Relatório | González 37' · Lutiger 90+2' | Público: 18 016 Árbitro: URU Esteban Ostojich |

| 7 de maio     | Cerro Porteño | 0 – 2     | Palmeiras                       | Estádio General Pablo Rojas, Assunção   |
| 21:30 (UTC−3) |               | Relatório | Estêvão 41' · Vitor Roque 90+4' | Público: 16 590 Árbitro: CHI Piero Maza |

| 7 de maio     | Sporting Cristal    | 2 – 1     | Bolívar     | Estádio Nacional, Lima                       |
| 21:00 (UTC−5) | Cauteruccio 5', 48' | Relatório | R. Vaca 73' | Público: 15 647 Árbitro: COL Carlos Betancur |

| 13 de maio    | Sporting Cristal | 0 – 1     | Cerro Porteño | Estádio Nacional, Lima                     |
| 19:30 (UTC−5) |                  | Relatório | Iturbe 14'    | Público: 31 514 Árbitro: ARG Facundo Tello |

| 15 de maio    | Palmeiras              | 2 – 0     | Bolívar | Allianz Parque, São Paulo                        |
| 19:00 (UTC−3) | Murilo 6' · Torres 12' | Relatório |         | Público: 28 381 Árbitro: ARG Maximiliano Ramírez |

| 28 de maio    | Palmeiras                                                                      | 6 – 0     | Sporting Cristal | Allianz Parque, São Paulo                  |
| 21:30 (UTC−3) | Estêvão 32' · López 39', 45+2' · Raphael Veiga 64' · Paulinho 71' · Torres 80' | Relatório |                  | Público: 40 570 Árbitro: COL Wilmar Roldán |

| 28 de maio    | Bolívar                                               | 4 – 0     | Cerro Porteño | Estádio Hernando Siles, La Paz             |
| 20:30 (UTC−4) | Romero 41' · Melgar 45+2' · Rodríguez 50' · Gomes 80' | Relatório |               | Público: 8 202 Árbitro: URU Andrés Matonte |

### Grupo H
| Pos | Equipe                | Pts | J | V | E | D | GP | GC | SG  | Classificado           |  | VEL | PEN | SAB | OLI |
| --- | --------------------- | --- | - | - | - | - | -- | -- | --- | ---------------------- |  | --- | --- | --- | --- |
| 1   | Vélez Sarsfield       | 11  | 6 | 3 | 2 | 1 | 11 | 4  | +7  | Fase final             |  | —   | 2–1 | 3–0 | 1–1 |
| 2   | Peñarol               | 11  | 6 | 3 | 2 | 1 | 9  | 4  | +5  | Fase final             |  | 0–0 | —   | 2–0 | 3–2 |
| 3   | San Antonio Bulo Bulo | 6   | 6 | 2 | 0 | 4 | 5  | 15 | −10 | Playoffs Sul-Americana |  | 2–1 | 0–3 | —   | 3–2 |
| 4   | Olimpia               | 5   | 6 | 1 | 2 | 3 | 9  | 11 | −2  |                        |  | 0–4 | 0–0 | 4–0 | —   |

| 2 de abril    | San Antonio Bulo Bulo                             | 3 – 2     | Olimpia                    | Estádio Félix Capriles, Cochabamba       |
| 18:00 (UTC−4) | Viveros 30' · Barboza 74' · Herrera 90+11' (pen.) | Relatório | H. Benítez 64' · Ortiz 79' | Público: 1 436 Árbitro: PER Kevin Ortega |

| 2 de abril    | Vélez Sarsfield             | 2 – 1     | Peñarol       | Estádio José Amalfitani, Buenos Aires      |
| 19:00 (UTC−3) | Carrizo 80' · Montoro 90+5' | Relatório | Fernández 48' | Público: 20 108 Árbitro: BRA Raphael Claus |

| 8 de abril    | Peñarol                      | 2 – 0     | San Antonio Bulo Bulo | Estádio Campeón del Siglo, Montevidéu   |
| 21:00 (UTC−3) | Villalba 60' · Machado 90+4' | Relatório |                       | Público: 0 Árbitro: BRA Paulo Zanovelli |

| 9 de abril    | Olimpia | 0 – 4     | Vélez Sarsfield                                      | Estádio Defensores del Chaco, Assunção  |
| 19:00 (UTC−3) |         | Relatório | Romero 25', 49' (pen.) · Carrizo 56' · Pizzini 90+3' | Público: 19 422 Árbitro: CHI Piero Maza |

| 23 de abril   | Olimpia | 0 – 0     | Peñarol | Estádio Defensores del Chaco, Assunção        |
| 19:00 (UTC−3) |         | Relatório |         | Público: 19 869 Árbitro: VEN Jesús Valenzuela |

| 23 de abril   | San Antonio Bulo Bulo                   | 2 – 1     | Vélez Sarsfield | Estádio Félix Capriles, Cochabamba         |
| 18:00 (UTC−4) | E. Gómez 26' (g.c.) · Santos 86' (g.c.) | Relatório | Montoro 90'     | Público: 1 848 Árbitro: BRA Wilton Sampaio |

| 6 de maio     | San Antonio Bulo Bulo | 0 – 3     | Peñarol                              | Estádio Félix Capriles, Cochabamba         |
| 22:00 (UTC−4) |                       | Relatório | Silvera 75', 90+5' · Hernández 90+2' | Público: 2 725 Árbitro: CHI Cristian Garay |

| 8 de maio     | Vélez Sarsfield | 1 – 1     | Olimpia         | Estádio José Amalfitani, Buenos Aires      |
| 19:00 (UTC−3) | Carrizo 33'     | Relatório | Fernández 90+2' | Público: 13 928 Árbitro: BRA Raphael Claus |

| 14 de maio    | Peñarol                                  | 3 – 2     | Olimpia                       | Estádio Campeón del Siglo, Montevidéu |
| 19:00 (UTC−3) | Fernández 50' · Olivera 55' · Remedi 72' | Relatório | L. López 13' · Leguizamón 37' | Público: 0 Árbitro: COL Wilmar Roldán |

| 14 de maio    | Vélez Sarsfield                                 | 3 – 0     | San Antonio Bulo Bulo | Estádio José Amalfitani, Buenos Aires       |
| 19:00 (UTC−3) | Carrizo 68' (pen.) · Santos 79' · Montoro 90+3' | Relatório |                       | Público: 16 715 Árbitro: VEN Alexis Herrera |

| 29 de maio    | Peñarol | 0 – 0     | Vélez Sarsfield | Estádio Campeón del Siglo, Montevidéu    |
| 19:00 (UTC−3) |         | Relatório |                 | Público: 0 Árbitro: BRA Anderson Daronco |

| 29 de maio    | Olimpia                                                  | 4 – 0     | San Antonio Bulo Bulo | Estádio Defensores del Chaco, Assunção      |
| 19:00 (UTC−3) | Redes 52' · Leguizamón 53' · González 56' · E. López 82' | Relatório |                       | Público: 2 117 Árbitro: BRA Flávio de Souza |